# Naomi Novik
Naomi Novik, född 30 april 1973 i New York, är en amerikansk författare och datorprogrammerare. Hon är främst känd för att ha skrivit fantasyserien Temeraire och boken Uprooted. Hon är också en av grundarna av Organization for Transformative Works (OTW, sv: Organisationen för transformativa verk), en icke-vinstdrivande organisation som strävar för att bevara, stärka och främja transformativa verk (fanfiction, fanvideos etc.) och dess historia.